# Raphaël Larrère
Pour les articles homonymes, voir Larrère.
Raphaël Larrère, né le 12 avril 1942 et mort le 4 janvier 2025,  est un ingénieur agronome et chercheur français, spécialisé en éthique environnementale.

## Biographie
À l'issue de ses études d'ingénieur agronome, spécialité zootechnie, à l'Institut national agronomique (1961-1964), Raphaël Larrère entre en 1966 à l'Institut national de la recherche agronomique, dans le département d’économie et de sociologie rurales, où il devient directeur de recherche et poursuit sa carrière comme chargé de mission jusqu'à sa retraite,,.
Ses recherches ont notamment porté sur la dynamique des systèmes agraires et la production des paysages ruraux. Il s'est spécialisé dans l'étude des usages, des représentations, des conflits d’usages et des conflits d’images de la forêt, puis, plus généralement, de la nature. À partir des années 1990, il s'intéresse également à l’histoire de la protection de la nature et l'éthique environnementale. 
Il a présidé le conseil scientifique du parc national du Mercantour et a été membre des conseils scientifiques du parc national de la Vanoise et de Parcs nationaux de France, et membre du Comité d’orientation, de recherche et de prospection de la Fédération des parcs naturels régionaux.
Il meurt le 4 janvier 2025 à 82 ans.

## Vie privée
Raphaël Larrère est marié avec Catherine Larrère, spécialiste de philosophie de l'environnement. Il est le père de l'historienne Mathilde Larrère et de Marion Larrère, professeure de mathématiques.

## Publications
- Avec Olivier Nougarède, Des hommes et des forêts, Gallimard, coll. « Découvertes Gallimard » (no 182), 1993.
- Le loup, l'agneau et l'éleveur, Ruralia, 1999.
- La crise environnementale, Paris, Éditions de l’INRA, 1997
- Avec Catherine Larrère, Du bon usage de la nature : pour une philosophie de l'environnement, Paris, Aubier, coll. « Alto », 1997 (réédition Flammarion, 2009)
- Avec Bernadette Lizet et Martine Berlan-Darqué, Histoire des parcs nationaux : comment prendre soin de la nature ?, Versailles, Éditions Quæ, Paris, Muséum national d'histoire naturelle, 2009  (ISBN 978-2-7592-0181-5 et 978-2-85653-629-2)
- Avec Martin de La Soudière, Cueillir la montagne : à travers landes, pâtures et sous-bois, Ibis Press, 2010.
- Avec Catherine Larrère, Penser et agir avec la nature : une enquête philosophique, La Découverte, 2015  (ISBN 9782707185716).
- avec Catherine Larrère, Le Pire n'est pas certain : Essai sur l'aveuglement catastrophiste, éditions Premier Parallèle, septembre 2020,  (ISBN 978-2-8506-1042-4).